# Txi

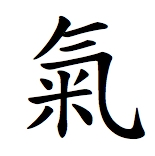
El caràcter Qi en escriptura xinesa

El qi o txi (en xinès tradicional 氣, en xinès simplificat 气, en pinyin qì, en Wade-Giles ch'i, en japonès ki, en coreà gi, en vietnamita khi, literalment «buf, alè») és un dels conceptes fonamentals del pensament xinès antic, sovint traduït per «força vital». La paraula es troba en mots com aikido, txikung o reiki.
Es tracta d'una mena d'energia que seria en tot l'univers i que constituiria el principi de formació de la realitat, sigui física o metafísica. Així, segons aquest concepte, existeix una continuïtat entre l'espiritual i el físic; tots dos són una creació d'aquest alè vital que va de l'invisible fins a la materialització.
Per exemple, l'home és considerat com una simple configuració de txi el qual, en la seva manifestació més subtil, constitueix la seva energia moral. El pensament xinès considera que el txi de l'home es pot modificar i totes les disciplines mèdiques tenen com a últim objectiu l'harmonització d'aquesta energia interna i consideren que és això el que restableix la salut. Segons la medicina tradicional xinesa, el txi és una energia que flueix contínuament per la natura, i la interrupció del seu lliure flux en el cos és la base dels trastorns físics i psicològics.
Tals conceptes vitalistes són populars en moltes cultures com a prana en la cultura índia tradicional, orgone de Wilhelm Reich, élan vital d'Henri Bergson, pneuma en la medicina occidental fins al segle xix i molts altres. La teoria de l'acupuntura es fonamenta en el concepte de les pautes d'energia txi necessàries per mantenir la salut i que s'han de restaurar en cas de malaltia. La utilització del concepte d'energia vital amb la seva definició força vaga -que el fa difícil de mesurar- en texts de New Age i medicina alternativa, és subjecte de crítica pels escèptics. La paraula 'energia' té una definició precisa en física; el seu ús metafòric fora de context pot insinuar una cientificitat que en realitat no té pas.

## Origen
Si ens remuntem als orígens de les societats humanes a qualsevol lloc del món, podem comprovar que els fenòmens naturals com incendis, tempestes, huracans o sequeres es comprenien com a efectes de l'activitat de poders o energies externes a l'home.
De la mateixa manera, a nivell intern, la concepció d'un fill, les passions, la malaltia o la mort, també eren producte de l'influx d'aquestes energies que es convertirien en diferents cultures en ídols i déus, creant una infinitat de filosofies i cultes que intentaven explicar els fenòmens i el seu significat.
En aquest context de recerca de sentit, sorgeix una figura present a totes les cultures i que va tenir molt a veure amb l'origen del Txikung: el xaman.
La figura del xaman com una persona capaç d'interpretar els senyals de la natura i fondre's amb ella per desxifrar els seus missatges i cuidar així el seu poble, sorgeix a la Xina fa aproximadament cinc mil anys a les societats tribals de l'època.
Amb el temps, aquesta figura cobra més importància a mesura que la societat s'organitza i els reis i generals sol·liciten el consell i les cures del xaman per prendre decisions rellevants en harmonia amb els designis de la naturalesa i recuperar-se de la malaltia o preparar-se per a la batalla.
En aquest moment sorgeix la incipient consciència de les energies físiques externes, les transformacions i la correlació amb les energies emocionals i psicològiques que desembocarien en la teoria del Yin Yang i Els Cinc Elements, en concebre l'ésser humà com un microcosmos, reflex d'un macrocosmos que ho sosté.
Aquesta consciència i acceptació per la societat de l'època és l'origen de la recerca de l'harmonia i el lloc natural de l'ésser humà en la creació. Aquesta cerca és l'arrel del Txikung. Aquesta mateixa arrel és la mare de dos camins de saviesa que han donat sentit i aportat coneixements profunds a la pràctica: la medicina tradicional xinesa i el taoisme.